# Callida rubricolli
Callida rubricolli är en skalbaggsart som beskrevs av Pierre François Marie Auguste Dejean. Callida rubricolli ingår i släktet Callida och familjen jordlöpare. Inga underarter finns listade i Catalogue of Life.